# Sälzerbach (Kahl)
Der Sälzerbach ist ein gut ein Kilometer langer rechter Zufluss der Kahl im Landkreis Aschaffenburg im bayerischen Spessart.

## Name
Der Sälzerbach ist nach dem Sälzer Weg benannt, einer alten Salzhandelsstraße von Bad Sooden-Allendorf in den Rheingau, die am Bachlauf entlangführte.

## Geographie

### Verlauf

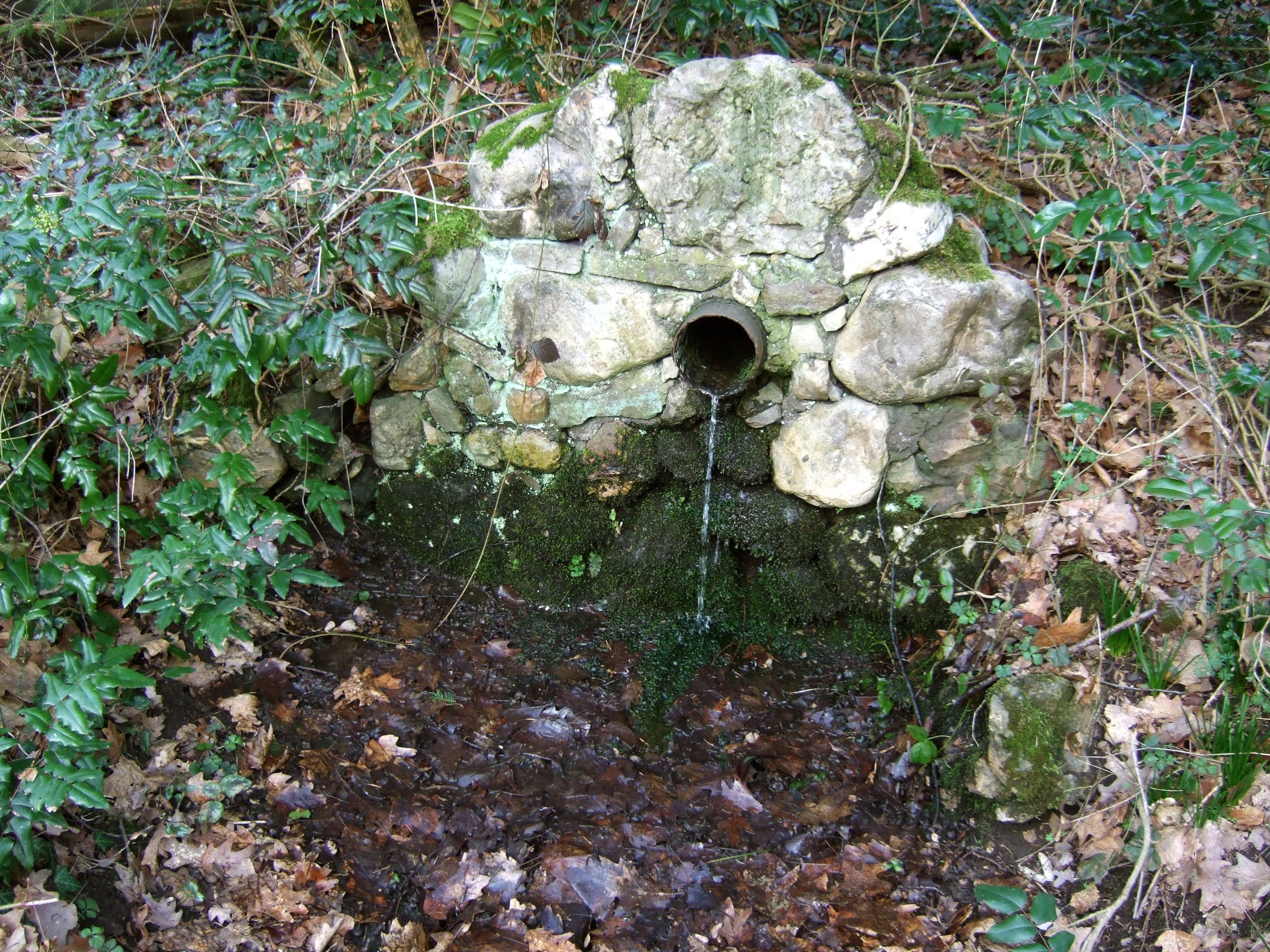
Quelle des Sälzerbaches

Der Sälzerbach entspringt auf dem Gelände des Geflügelzuchtvereins nördlich des Waldschwimmbades von Alzenau, wo man die Tiere mit seinem Wasser tränkt. Unterhalb des Schwimmbades wird der Sälzerbach seit den 70er Jahren zwischen Burgstraße und Radweg in ein Gerinne geleitet. Zuvor verlief er rechts der Straße. An der ehemaligen Hahnenkammschule fließt der Bach in eine Verrohrung. Vorbei an der Burg Alzenau erreicht er die Stadtmitte, wo der Sälzerbach am Generationenpark in der Breiten Wiese am unteren Ende der Entengasse als letzter Zufluss in die Kahl mündet.
Einst konnte man ihn im früheren Pfarrgarten offen fließen sehen, bis er dort beim Ausbau der Burgstraße verrohrt wurde.

### Flusssystem Kahl
- Liste der Fließgewässer im Flusssystem Kahl